# Euthalia tioma
Euthalia tioma är en fjärilsart som beskrevs av John Nevill Eliot 1978. Euthalia tioma ingår i släktet Euthalia och familjen praktfjärilar. Inga underarter finns listade i Catalogue of Life.